# Арабская улица (Сингапур)

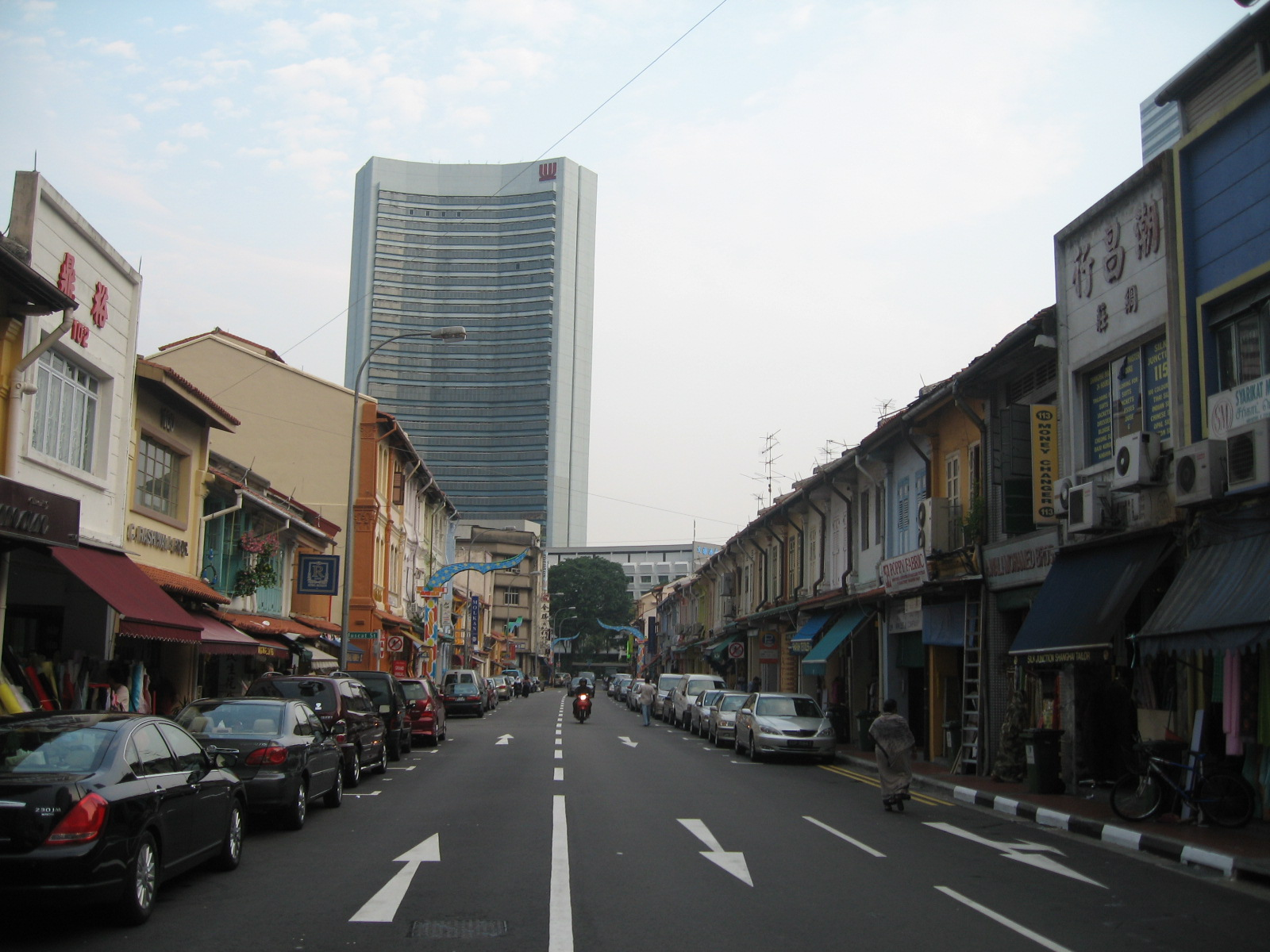
Арабская улица с многочисленными магазинами по обе стороны улицы.

Арабская улица (малайск. Jalan Arab, англ. Arab Street, китайс.: 阿拉伯街) — название улицы и района в Сингапуре. Существует два варианта названия улицы и объяснения этому. В первом варианте улица называется Арабской из-за многочисленных арабских торговцев, живших и работавших на ней. Китайцы называют улицу jiau a koi (Яванской), из-за, по их мнению, большого количества выходцев с острова Ява, обитавших в этом районе. Специи, ткани, плетёные изделия, религиозная мусульманская атрибутика, изделия из кожи, рыболовные снасти, ювелирные украшения и многое другое продаётся в многочисленных магазинчиках вдоль улицы. В тамильском языке Арабская улица известна под названием pukadai sadkku (улица цветочных магазинов) из-за яванских женщин, торговавших выращенными ими самими цветами.
На Арабской улице также находятся магазины, принадлежащие выходцам из Индонезии и Малайзии, как правило, продающие отрезы для саронга, традиционной малайской одежды.
В 1889 году в районе улицы случился большой пожар.